# 孟乔芳
孟喬芳（1595年—1654年），字心亭，直隸省永平府盧龍縣（今河北省卢龙县）人，中國明清年間將領。

## 生平
父孟國用是明朝寧夏總兵官。孟喬芳为副将，因事被罢职居家。清天聪四年（1630年），清兵入塞，皇太极攻取永平府，孟乔芳及知县等降清，仍为副将。天聰五年（1631年），功封二等輕車都尉。清崇德三年（1638年）改任刑部左参政。崇德四年（1639年），兼任正紅旗漢軍及鑲紅旗漢軍副都統。崇德八年（1643年），改封三等輕車都尉兼騎都尉。順治元年（1644年）随清军入关，改任左侍郎。顺治二年（1645年）出任陝西總督。顺治五年（1648年），孟乔芳率赵良栋、张勇、馬寧镇压贺珍、武大定、米喇印、丁国栋反清勢力，閏四月初進駐秦州（今天水），雙方激战於鞏昌，獲勝。七年（1650年），授兵部尚书。八年（1651年），以功晉封一等輕車都尉。九年（1652年），加太子太保，晉封三等男爵。顺治十年（1653年），加少保，仍任川陝三邊總督。十月，以病辭官，十二月死于北京，贈太保。雍正年间，入祀賢良祠。乾隆年间编纂《贰臣传》，孟乔芳收录于贰臣传甲编。
孟喬芳所部攻滅反清勢力達17萬人，部下多人日後成為征伐三藩之亂及準噶爾噶爾丹的名將。

## 家族
《碑傳集·冊1卷5》的記載：
- 子三人
  - 孟熊臣，官至從四品的福建汀州府知府
  - 孟熊飛，官至正七品的浙江道監察御史[2]
  - 孟熊弼，承襲三等男爵爵位[3]
- 孫九人
  - 孟纘祖，康熙十五年二甲四十二名進士，官至正七品的大理寺評事
  - 孟繼祖，官至刑部筆帖式
  - 孟綿祖，國學生
  - 孟繹祖，康熙二十一年七月十二日（1682年8月14日），承襲三等男爵爵位
  - 孟緝祖，官至從五品的廣東連州知州
  - 孟繗祖，國學生
  - 孟綸祖，國學生
  - 孟維祖，康熙二十八年十月九日（1689年11月20日），承襲三等男爵爵位
  - 孟紘祖

## 延伸阅读
[在维基数据编辑]
 《清史稿/卷237》，出自趙爾巽《清史稿》